# Patinoire de Pori
Le Porin jäähalli, Isomäen jäähalli ou Isomäki Areena est une patinoire de Pori en Finlande. Elle a été ouverte en 1971.
Elle accueille notamment l'équipe de hockey sur glace de Ässät de la SM-Liiga. La patinoire a une capacité de 6 350 spectateurs.